# Штјефуров
Штјефуров (слч. Štefurov) насељено је мјесто са административним статусом сеоске општине (слч. obec) у округу Свидњик, у Прешовском крају, Словачка Република.

## Становништво
| Година:    | 1994. | 2004.   | 2014.   | 2024.    |
| ---------- | ----- | ------- | ------- | -------- |
| Број људи: | 106   | 111     | 111     | 99       |
| Разлика:   |       | +4,71 % | -1,42 % | -10,81 % |

| Година:    | 2023. | 2024.   |
| ---------- | ----- | ------- |
| Број људи: | 103   | 99      |
| Разлика:   |       | -3,88 % |

Према подацима о броју становника из 2024. године насеље је имало 99 становника.